# Anastrepha obscura
Anastrepha obscura är en tvåvingeart som beskrevs av Aldrich 1925. Anastrepha obscura ingår i släktet Anastrepha och familjen borrflugor. Inga underarter finns listade i Catalogue of Life.